# John Corabi

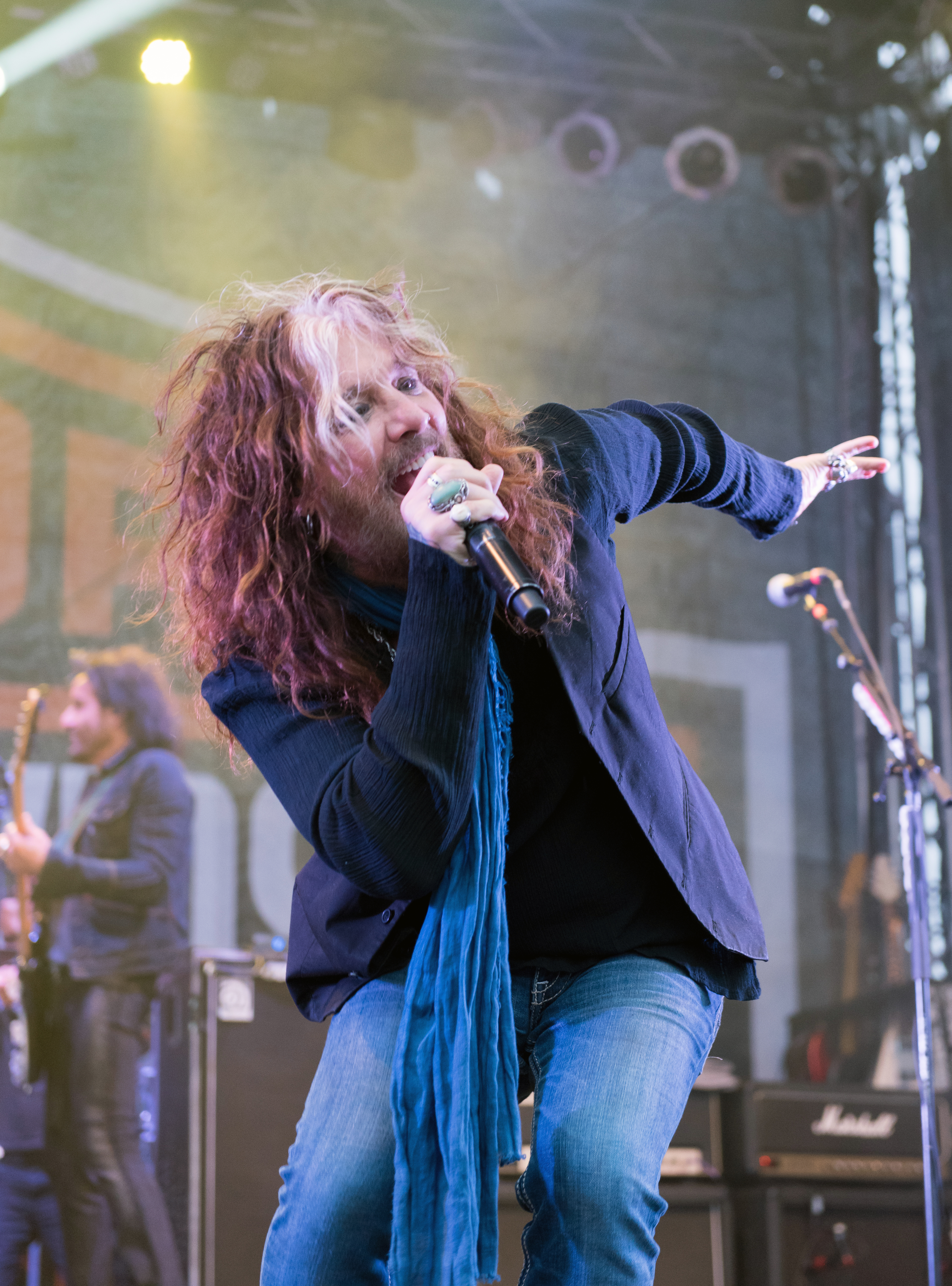
Corabi mit The Dead Daisies (2017)

John Nicholas Corabi (* 26. April 1959 in Philadelphia, Pennsylvania) ist ein US-amerikanischer Gitarrist und Sänger. Er erlangte internationale Bekanntheit als Nachfolger von Vince Neil als Sänger der Rock-Band Mötley Crüe und war Sänger und Gitarrist der zusammen mit Bruce Kulick gegründeten Band Union.

## Leben
Corabi wuchs mit mindestens drei Geschwistern (Anna, Janet und Todd) in Philadelphia auf. Als Kind bekam er von seinen Eltern eine Gitarre zu Weihnachten geschenkt, war aber genervt davon, immer üben zu müssen, sodass er das Instrument vernachlässigte. Nach der Trennung der Eltern, die sich scheiden ließen, als John Corabi zehn Jahre alt war, musste seine Mutter arbeiten gehen, um die Familie zu ernähren. Der Onkel der Kinder, ein Feuerwehrmann, war nur einige Blocks vom Wohnhaus der Familie entfernt stationiert und sah während der Abwesenheit der Mutter nach den Kindern. Tatsächlich missbrauchte er Corabis Schwestern und seinen jüngeren Bruder, der zu dieser Zeit etwa sechs Jahre alt war. Als Corabi zwölf Jahre alt war, kam er zufällig ins Zimmer seiner Schwester, während der Onkel sie zum Oralverkehr zwang.
Corabi nennt als musikalische Einflüsse unter anderem The Beatles, die Rolling Stones, Led Zeppelin und Black Sabbath. Weil ihm Lieder wie Black Dog und Smoke on the Water gut gefielen, holte er seine Gitarre wieder hervor, um diese und andere Lieder selbst spielen zu können. Zu dieser Zeit identifizierte er sich als Jugendlicher nach eigener Aussage so stark mit populären Künstlern der Zeit (David Bowie, Deep Purple), dass er seine Schulausbildung abbrach, sich einen Job suchte und begann, professionell zu musizieren. Er wurde Sänger der Band Angora, für die er auch Mundharmonika spielte.
1985 reiste er nach Los Angeles, um sich die Szene rund um den Sunset Strip anzusehen. Weil es eine vergleichbare Szene in Philadelphia nicht gab, beschloss er mit seiner damaligen Frau Valerie, mit der er seit 1977 verheiratet war, nach Los Angeles zu ziehen, was das Paar 1986 tat. 1987 wurde der gemeinsame Sohn Ian Karrac Corabi geboren, der heute Schlagzeuger und Mitglied der Gruppe Mureau ist, die 2011 das Album Rumors and Reputations veröffentlichte. 1992 ersetzte Corabi als Sänger den zuvor ausgestiegenen Vince Neil in der Glam-Metal-Band Mötley Crüe. Nachdem John Corabi, der zu dieser Zeit mit seiner Lebensgefährtin in einem sozialen Brennpunkt wohnte, wo oft Schüsse zu hören waren, eines Abends nach dem Kauf einer Tüte Milch in einem Supermarkt auf der Straße von drei Mexikanern überfallen, brutal zusammengeschlagen und mit einem Schraubenzieher in den Rücken niedergestochen worden war, finanzierten die drei Urmitglieder von Mötley Crüe ihrem neuen Sänger einen Umzug in die Stadt Thousand Oaks. Außerdem schenkte ihm die vermögende Rockband eine neue Harley-Davidson des Modells Heritage Softtail Classic. Kurz darauf trennten sich jedoch Valerie und John Corabi, und die Ehe wurde geschieden. 1994 lernte Corabi Robin Nance kennen, mit der er eine Beziehung einging, die zwei Jahre hielt. Sein Lied Robin’s Song, das auf dem selbstbetitelten Debütalbum von Union erschien, war ihr gewidmet. Von 1998 bis 2005 war Corabi mit Layla Norris verheiratet.

## Musikalisches Wirken

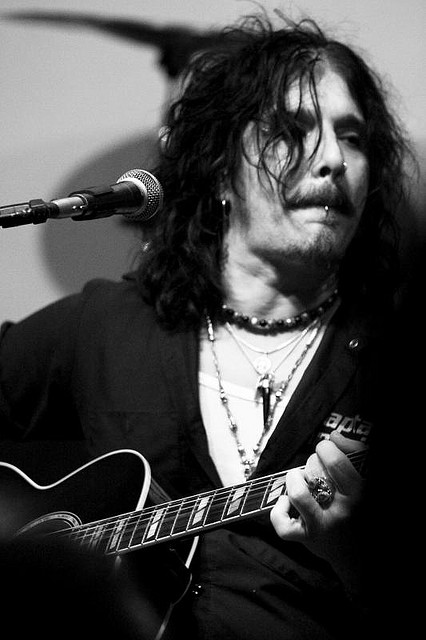
John Corabi (2010)

### Angora
Angora wurde in Philadelphia gegründet, und die Gruppe bestand aus Corabi (Gesang und Harmonika), dem Gitarristen Jimmy Marchiano, dem Bassisten Frank Scimeca und dem Schlagzeuger Robert Iezzi. Als Corabi nach Los Angeles zog, folgte ihm die gesamte Band. Es gelang Angora, einen Song in den Rock Steady Studios in Hollywood aufzunehmen, der von Rob Cavallo produziert wurde. Der Song, Shake, Shake, erschien auf einem vom Radiosender KNAC in Los Angeles herausgegebenen  Compilation-CD mit dem Titel Son Of Pure Rock. Angora trat zu dieser Zeit häufig im Vorprogramm von Bands wie Racer X oder Shark Island auf. Letztendlich löste sich die Gruppe jedoch auf, Jimmy Marchiano ging nach Philadelphia zurück, während Corabi, Scimeca und Iezzi in Los Angeles blieben.

### The Scream
Nach dem Ende von Angora traf John Corabi auf den bei Racer X ausgestiegenen Gitarristen Bruce Bouillet. Mit ihm und zwei weiteren Ex-Mitgliedern von Racer X (John Alderete und Scott Travis) formierte er die Gruppe Saints or Sinners. Die Band erhielt einen Schallplattenvertrag, doch noch vor den Aufnahmen zu ihrem ersten Album verließ Travis die Band und wechselte zu Judas Priest. Er wurde durch Walt Woodward III († 8. Juni 2010; vormals bei der Band Shark Island) ersetzt. Die Band änderte ihren Namen zu The Scream und nahm das Album Let It Scream, das auf dem Label Hollywood Records erschien, unter der Regie des Produzenten Eddie Kramer auf. Let It Scream erschien 1991, als Single wurde I Believe in Me veröffentlicht, außerdem erschien der Song Young and Dumb 1992 auf dem Soundtrack zum Film „Encino Man“ (deutscher Titel: „Steinzeit Junior“), auf dem sich auch der Titel Your're Invited (But Your Friend Can't Come) von Vince Neil, dem geschassten Sänger von Mötley Crüe, befand.
In einem Interview mit dem Spin-Magazine 1992 hatte Nikki Sixx die Frage nach seinen musikalischen Favoriten damit beantwortet, dass er von The Scream begeistert sei, und John Corabi rief das Mötley-Crüe-Management am 14. Februar 1992 an, um sich zu bedanken. Nachdem er aufgelegt hatte, klingelte sein Telefon, und Nikki Sixx teilte ihm mit, dass Vince Neil die Band verlassen habe und die Crüe einen neuen Sänger bräuchte. Er nahm Sixx’ Einladung an, spielte am 17. und 18. Februar 1992 vor, und bekam den Job als Sänger von Mötley Crüe.
The Scream verpflichteten den Sänger Bill Fogarty als Ersatz für Corabi und nahmen ein weiteres Album (Takin' it to The Next Level) auf, das jedoch nicht veröffentlicht wurde, weil Hollywood Records den Vertrag kündigte.

### Mötley Crüe
Corabi wurde erst im September 1992 als Nachfolger von Vince Neil bei Mötley Crüe vorgestellt, hatte mit der Band jedoch schon zahlreiche Songs für das nächste Crüe-Album (Arbeitstitel: Til Death Do Us Part) geschrieben. Tommy Lee sagte in Interviews, dass die Stimme von John die von Vince Neil noch stark übertreffe, was auch zutraf (in der Tat sind die Stimmen beider Sänger nicht zu vergleichen). Corabi verarbeitete die Missbrauchserfahrung aus seiner Kindheit in dem Song Uncle Jack. Das 1994 erschienene Album, das nun schlicht Mötley Crüe hieß und von Bob Rock produziert worden war, war jedoch kommerziell nicht erfolgreich, vor allem wohl deshalb, weil die Fans der Band den Wechsel des Band-Sounds weg vom Glam und hin zu härteren, zeitgemäßen Klängen nicht abnahmen. Das Album stieg zwar am 2. April 1994 auf Platz 7 der Billboard 200 ein, landete aber nach zehn Wochen bereits auf Platz 194 und verschwand dann ganz aus den Charts.
Vince Neil hatte mit seinem ersten Soloalbum Exposed  stilistisch den Weg fortgesetzt, den Mötley Crüe mit den Alben Dr. Feelgood und Decade of Decadence eingeschlagen hatten. Er erreichte mit seinem Debütalbum zwar nur Platz 13 der Billboard 200, konnte sich dafür aber 13 Wochen darin halten.
Während der Arbeiten an dem Album Generation Swine 1997 insistierte das Plattenlabel, dass Vince Neil aus kommerziellen Gründen zur Band zurückkehren solle. Dieser nahm, auch weil seine eigene Karriere mittlerweile im Sande verlief, das Angebot an, was das Aus von John Corabi bei Mötley Crüe bedeutete. Die Titel Flush und Let Us Prey auf Generation Swine sind noch unter Mitwirkung von Corabi entstanden.

### Union
Nach seinem Rauswurf gründete er 1997 mit Bruce Kulick (von 1984 bis 1995 Lead-Gitarrist von Kiss), Brent Fitz (Schlagzeug), und Jamie Hunting (Bass) die Band Union.
Corabi und Kulick schrieben die Songs zu dem Album, das 1998 erschien und schlicht und einfach Union betitelt wurde. Sie tourten zu zweit durch die USA und spielten ihre Songs akustisch. Kurz darauf machte sich die gesamte Band auf den Weg durch die Clubs rund um die Welt, wobei vor allem Japan sehr erfolgreich bereist wurde. Das zweite Album, Live from the Galaxy (1999) enthielt neben den originalen Union-Songs auch Man in the Moon von Corabis Band The Scream, eine Coverversion von Cheap Tricks Surrender, Power to the Music, das Mötley Crüe 1994 mit Corabi als Sänger aufgenommen hatten, sowie das im Studio aufgenommene You've Got To Hide Your Love Away von den Beatles. Das dritte und (vorerst) letzte Union-Album The Blue Room war etwas „radiotauglicher“ aufgenommen als die erste Studio-CD.
Union wurde nie offiziell aufgelöst. Im Juni 2011 deutete Kulick in einem Interview an, dass es möglicherweise später in diesem Jahr eine interessante Ankündigung zu etwas geben könnte, das John Corabi und er unter dem Namen Union unternehmen würden. Dieses Vorhaben wurde bisher jedoch nicht realisiert.
Nach dem Ende von Union spielte und sang Corabi noch für das Eric Singer Project (ESP), Twenty 4 Seven, Brides of Destruction (als Gitarrist), und Karl Cochran bei dessen Projekt Voodooland (Album Give Me Air).

### Ratt
Im Jahr 2000 wurde Corabi überraschend bei der Hard-Rock-Band Ratt als neuer Rhythmusgitarrist vorgestellt. Dieses Engagement dauerte bis 2008. Corabi verließ nach dem Konzert am 5. September in Virginia Beach die Gruppe und trieb dann seine Solokarriere voran.

### The Dead Daisies
The Dead Daisies wurden 2012 von Jon Stevens und David Lowy gegründet. Der Sänger und der Gitarrist kamen zusammen, nachdem der ehemalige Manager der Gruppe INXS, David Edwards, sie miteinander bekannt gemacht hatte. Im Februar 2015 waren sie die erste  westliche Rockgruppe, die seit der Lockerung der Handelsbeziehungen der USA zu Kuba in dem Karibikstaat auftrat. Während dieser Tournee trat John Corabi als Sänger mit der Band auf, weil der bisherige Sänger Stevens verhindert war. Mit Corabi wurden im Februar 2015 auch die Aufnahmen zum zweiten Studioalbum Revolución begonnen. Am 16. April 2015 gab die Band bekannt, dass Corabi dauerhaft als Sänger bei der Gruppe bleiben werde und Stevens nicht länger Mitglied der Band sei.
Im August 2019 wurde John Corabi durch Glenn Hughes ersetzt, womit sein Engagement bei den Dead Daisies endete.

## Sonstiges
Im März 2010 erschien das dritte Solo-Album des Union-Gitarristen Bruce Kulick, BK3, für das Corabi den Song No Friend Of Mine mitschrieb und sang. Corabi plante für 2010 die Veröffentlichung eines Buches und ein Soloalbum. In einem Interview gab er bekannt, dass er außerdem vorhabe, eine Kompilation zusammenzustellen, auf der Songs aller Bands, in denen er professionell gespielt hat, also Angora, The Scream, Mötley Crüe, Union und Ratt, enthalten sein sollen.
2012 erschien ein in den Rivergate Studios aufgenommenes Soloalbum von Corabi, das alte und neue Titel enthielt. In der 22. Kalenderwoche 2011 teilte der Sänger via Facebook mit, dass er die Arbeiten an dem Album in dieser Woche beenden werde. Im April 2012 wurde eine CD-Single veröffentlicht, die neben dem Lied If I Never Get To Say Goodbye..., das auf dem Soloalbum enthalten sein wird, auch eine Live-Aufnahme des Liedes Father, Mother, Son enthielt, die beim letzten Konzert von The Scream aufgezeichnet wurde.
2017 veröffentlichte Corabi One Night in Nashville, das von Michael Wagener produziert worden war. Das Album enthält einen Auftritt, bei dem Corabi mit seiner Band die Lieder des 1994 mit ihm als Sänger veröffentlichten Albums Mötley Crüe spielte. Es wurde als CD, in limitierter Auflage als Schallplatte, und über Online-Musikdienste angeboten.
Corabi ist darüber hinaus als Interpret zahlreicher Coverversionen bekannt und hat auf vielen sogenannten Tribute-Alben für andere Künstler mitgewirkt.
Am 22. Juni 2022 erschien Corabis Autobiographie Horseshoes and Hand Grenades: Tales from the Other Mötley Crüe Frontman and Journeys through a Life In and Out of Rock and Roll, die er mit Paul Miles verfasst hat.

## Trivia
- Union spielten im Januar 2005 in Tokio, Japan und tourten im November und Dezember 2005 durch Europa.
- Im Frühjahr 2008 nahm John Corabi an der Mötley Cruise teil, einer viertägigen Kreuzfahrt durch die Karibik (Miami, Key West und Cozumel, Mexiko); mit dabei waren Künstler wie Vince Neil, Skid Row, Ratt, Slaughter, Endeverafter und Lynam. Auf dieser Reise kam Corabi zu Vince Neil auf die Bühne, um Highway to Hell von AC/DC mit ihm zu singen. Dieser Auftritt war eine einmalige Sache, weil die Fans zum ersten Mal beide Mötley-Crüe-Sänger gemeinsam auf der Bühne erlebten.
- Corabi war als Sänger des Eric Singer Project im Februar 2009 auch auf deutschen Bühnen zu hören, nämlich in Kaiserslautern, Freiburg, Oberhausen und Memmingen. Außerdem spielte die Band in Pratteln (Schweiz), sowie in Italien, Tschechien, den Niederlanden, Belgien, Norwegen und Finnland. Zur Band gehörten außerdem Eric Singer, Bruce Kulick und Chuck Garric (Bassist bei Alice Cooper).

## Diskographie
Angora
- Shake, Shake (Song als Teil des Samplers Son Of Pure Rock)

The Scream
- Let It Scream (1991)

Mötley Crüe
- Mötley Crüe (1994)
- Quaternary EP (1994)
- Generation Swine (1997) bereits aufgenommene Gitarren- und Gesangsspuren; keine Credits
- Red, White & Crue (2005)

Eric Singer Project
- Lost and Spaced (1998)
- ESP (1999)
- Live in Japan (2007)

Union
- Union (1998)
- Live in the Galaxy (1999)
- The Blue Room (2000)

Twenty 4 Seven
- Destination Everywhere (2002)

Brides of Destruction
- Here Come the Brides (2004) (Gitarrenspuren)

Karl Cochran
- Voodooland – Give Me Air (2004)

Bruce Kulick
- Transformer (2003)
- BK3 (2010)

Soloprojekt
- If I never get to say Goodbye... (Single, 2012)
- Unplugged (November 2012)

The Dead Daisies
- 2015: Revolución
- 2016: Make Some Noise
- 2017: Live & Louder (Livealbum)
- 2018: Burn It Down

## DVDs
Mötley Crüe
- Greatest Video Hits (2003)

Union
- Do Your Own Thing live! (2005)

## Bibliographie
- 2022: Horseshoes and Hand Grenades: Tales from the Other Mötley Crüe Frontman and Journeys through a Life In and Out of Rock and Roll; Rare Bird Books, ISBN 978-1-64428-256-4